# Guardia costera

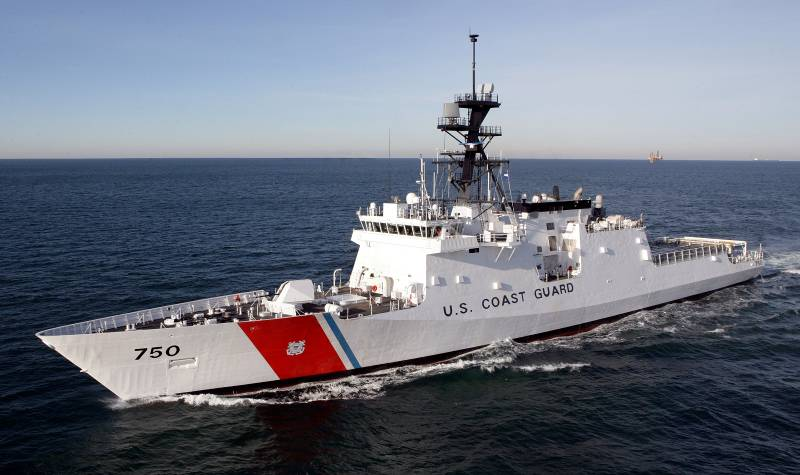
Navío de la Guardia Costera de los Estados Unidos.

La guardia costera o guardacostas es una institución pública responsable de la prestación de diversos servicios de transporte, por lo general relacionados con la autoridad, y la seguridad de la vida en el mar. El término se refiere a las instituciones con responsabilidades que pueden variar ampliamente de país a país. Por lo tanto, de acuerdo con el país, la naturaleza de su guardia costera puede pasar de una fuerza militar fuertemente armada con amplios poderes de la autoridad policial, a una organización de voluntarios simple con funciones limitadas de búsqueda y salvamento en el mar, sin ningún tipo de autoridad de carácter policial. Por otro lado, hay países marítimos que carecen de la Guardia Costera, y sus funciones desempeñadas por otras instituciones, y de otros países en los que las funciones de la institución con el Servicio de Guardacostas tiene otro nombre oficial.

## Tipos y funciones

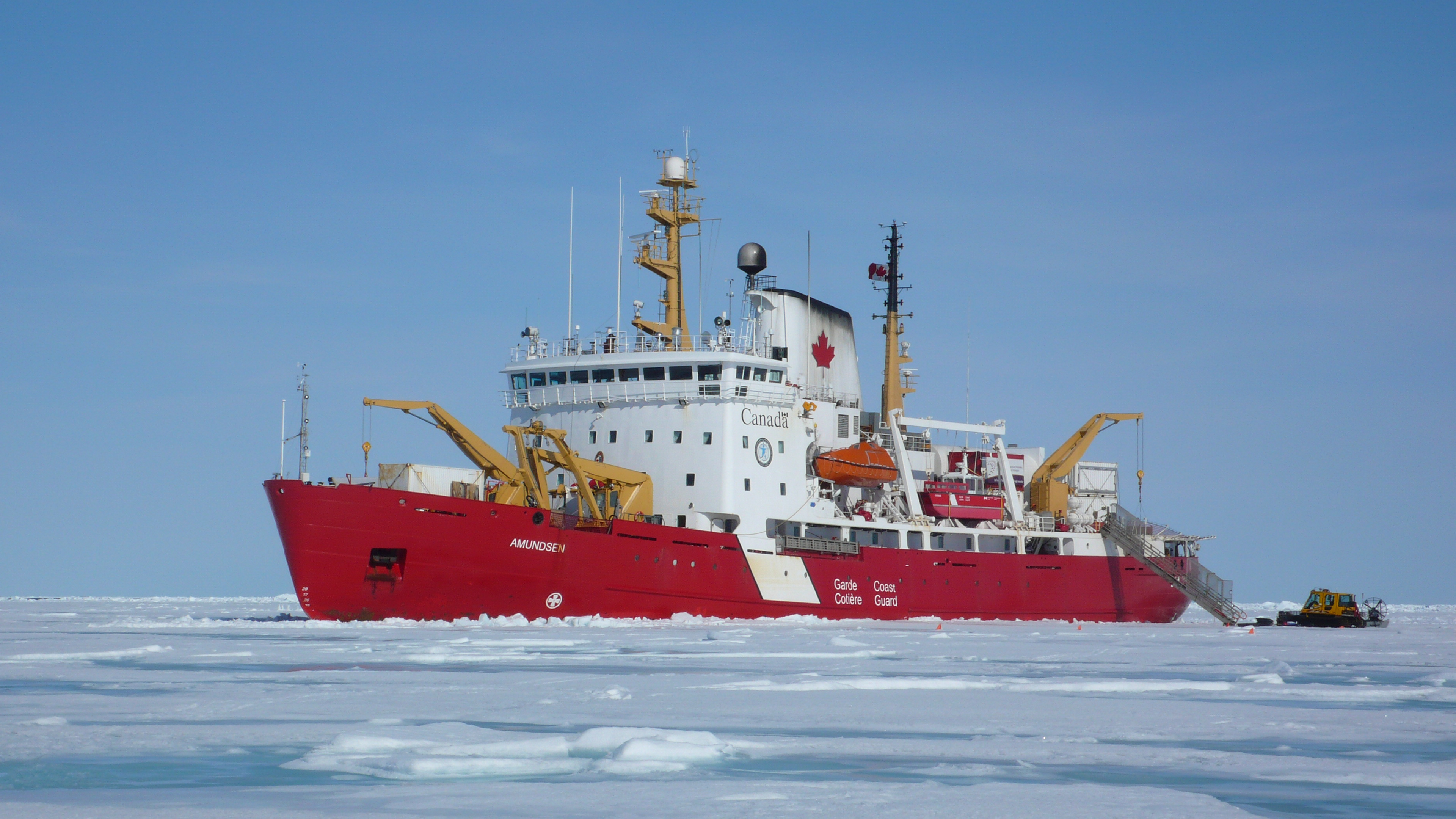
Rompehielos Amundsen de la Guardia Costera de Canadá.

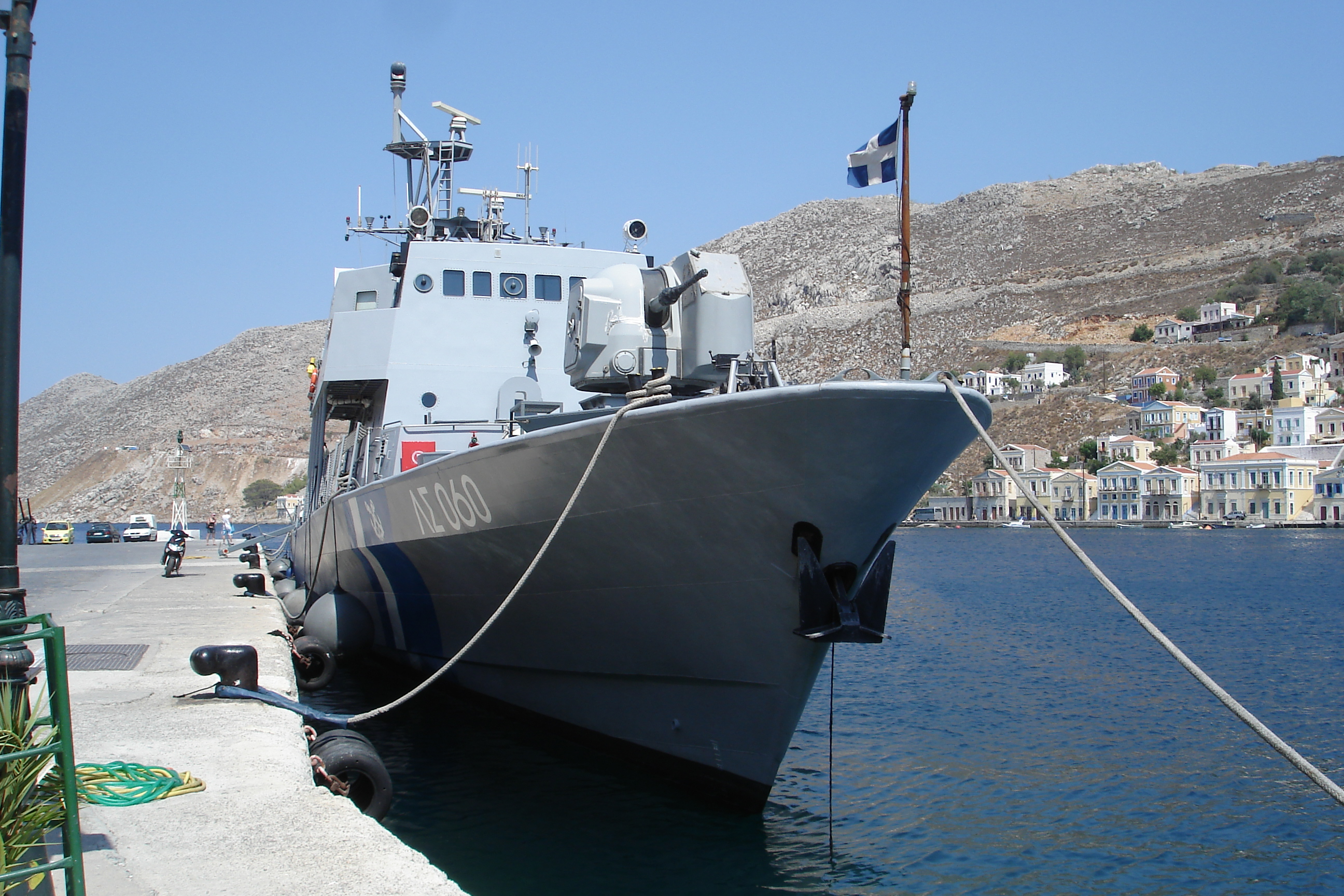
Patrullero griego tipo Sa'ar 4.

Hay varios tipos de guardacostas, cuya naturaleza y funciones varía según el país. Por lo tanto, una guardia costera puede ser una rama de los militares (por ejemplo la Guardia Costera de Estados Unidos), puede ser una agencia de aplicación de la ley civil (por ejemplo, el Servicio de Guardacostas de Suecia), un organismo público para la búsqueda y rescate (por ejemplo, la Guardia Costera de Canadá) o una organización humanitaria de los voluntarios (por ejemplo, servicio de guardacostas de Nueva Zelanda). Por otro lado, en algunos países, la Guardia Costera es una dirección central o la coordinación de diversos organismos (por ejemplo, la Guardia Costera en Alemania) en lugar de la ejecución. En este caso, la ejecución de las funciones de la Guardia Costera como parte de su responsabilidad sectorial, corresponde a cada uno de los organismos bajo la coordinación de la agencia central. Por lo general, entre las funciones que se pueden asignar a un Servicio de Guardacostas son los siguientes: 
- Búsqueda y rescate en el mar.
- Autoridad Marítima y Portuaria de policía .
- Supervisión de la seguridad de los buques.
- Ayudas a la navegación, incluido el funcionamiento de las luces y boyas en el mar.
- La inspección de las aguas territoriales y zonas económicas exclusivas.
- Control de fronteras y aduanas.
- La lucha contra la contaminación marina.

En tiempo de guerra, los guardacostas que las fuerzas militares también son propensos a tener funciones de defensa de los puertos marítimos, seguridad portuaria y la infraestructura costera y la vigilancia costera y patrullaje.

## Guardia Costera en algunos países

### Alemania

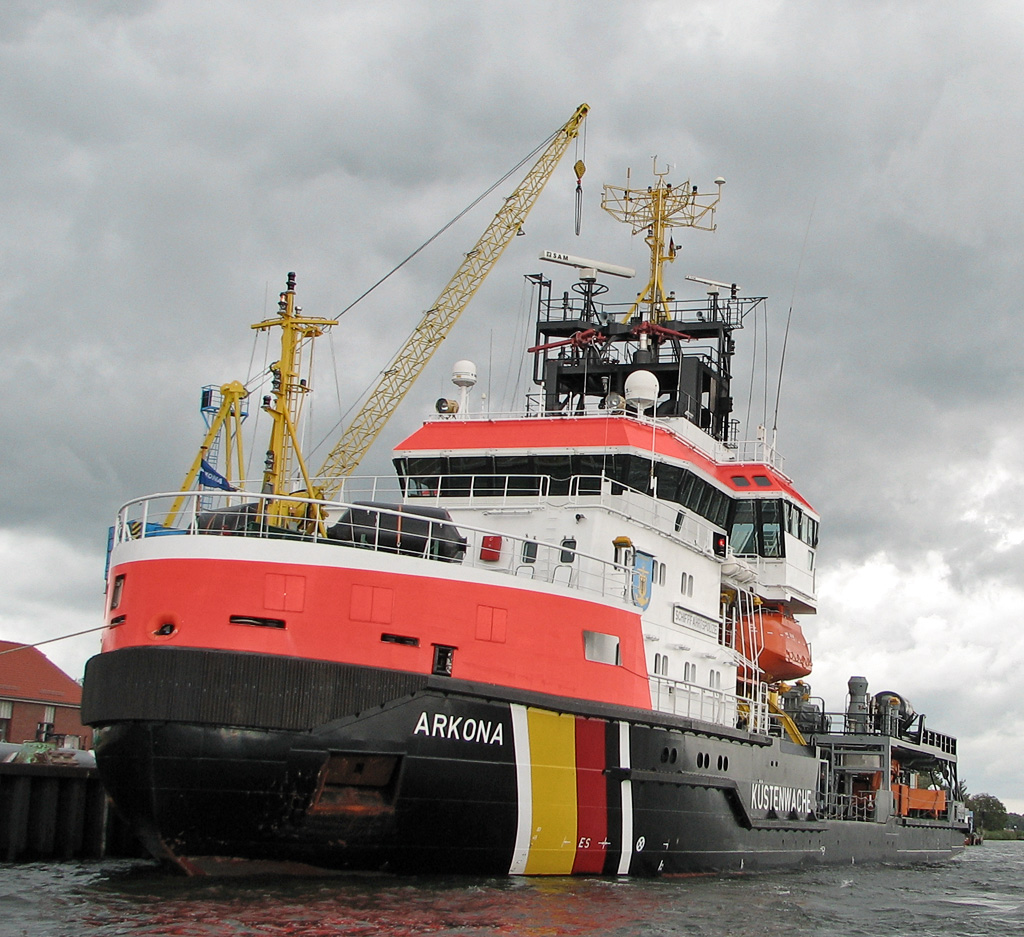
Patrullero Arkona de la Guardia Costera Federal de Alemania.

La Guardia Costera Federal de Alemania, conocida como Küstenwache, es la organización tanto civil y policial, encargada de la protección, vigilancia y defensa de las aguas territoriales del país. Cuenta con 27 barcos.
También existe el Servicio Marítimo de Búsqueda y Rescate Alemán (en alemán: Deutsche Gesellschaft zur Rettung Schiffbrüchiger - DGzRS) que se encarga de la búsqueda y rescate en aguas territoriales alemanas del Mar del Norte y el Mar Báltico, incluyendo la Zona Económica Exclusiva. Posee 61 botes salvavidas, 185 miembros de tripulación y 800 empleados voluntarios.

### Argentina

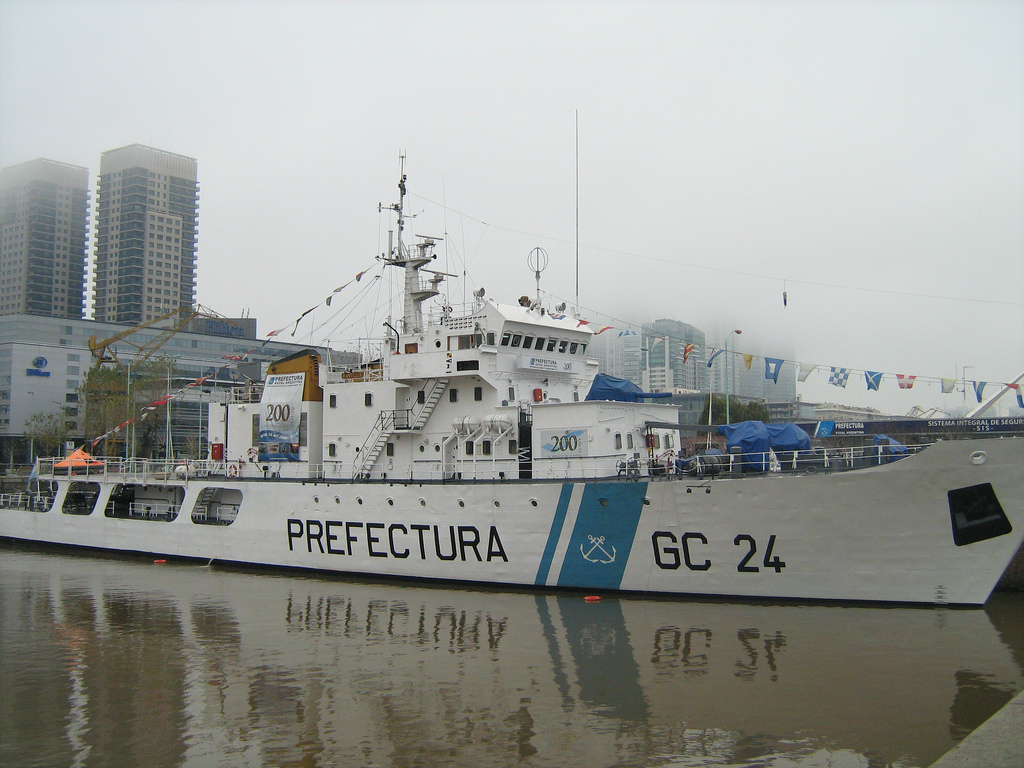
Guardacostas Mantilla en Puerto Madero

La Prefectura Naval Argentina (siglas: PNA) es una fuerza de seguridad policial argentina, bajo jurisdicción del Ministerio de Seguridad, encargada de manera exclusiva de la protección de todas las vías navegables interiores y del mar Argentino; haciendo garantizar la navegación y las vidas humanas, con su poder de policía y auxiliar de la Justicia, los derechos y las obligaciones que las leyes demanden. 
Es funcional al desempeño y funciones, en otros países, de la guardia costera, y como una fuerza de gendarmería policial en los ríos navegables. 
Cuenta con 90 guardacostas y 175 botes pequeños, 40 aviones y 28 900 efectivos.

### Canadá

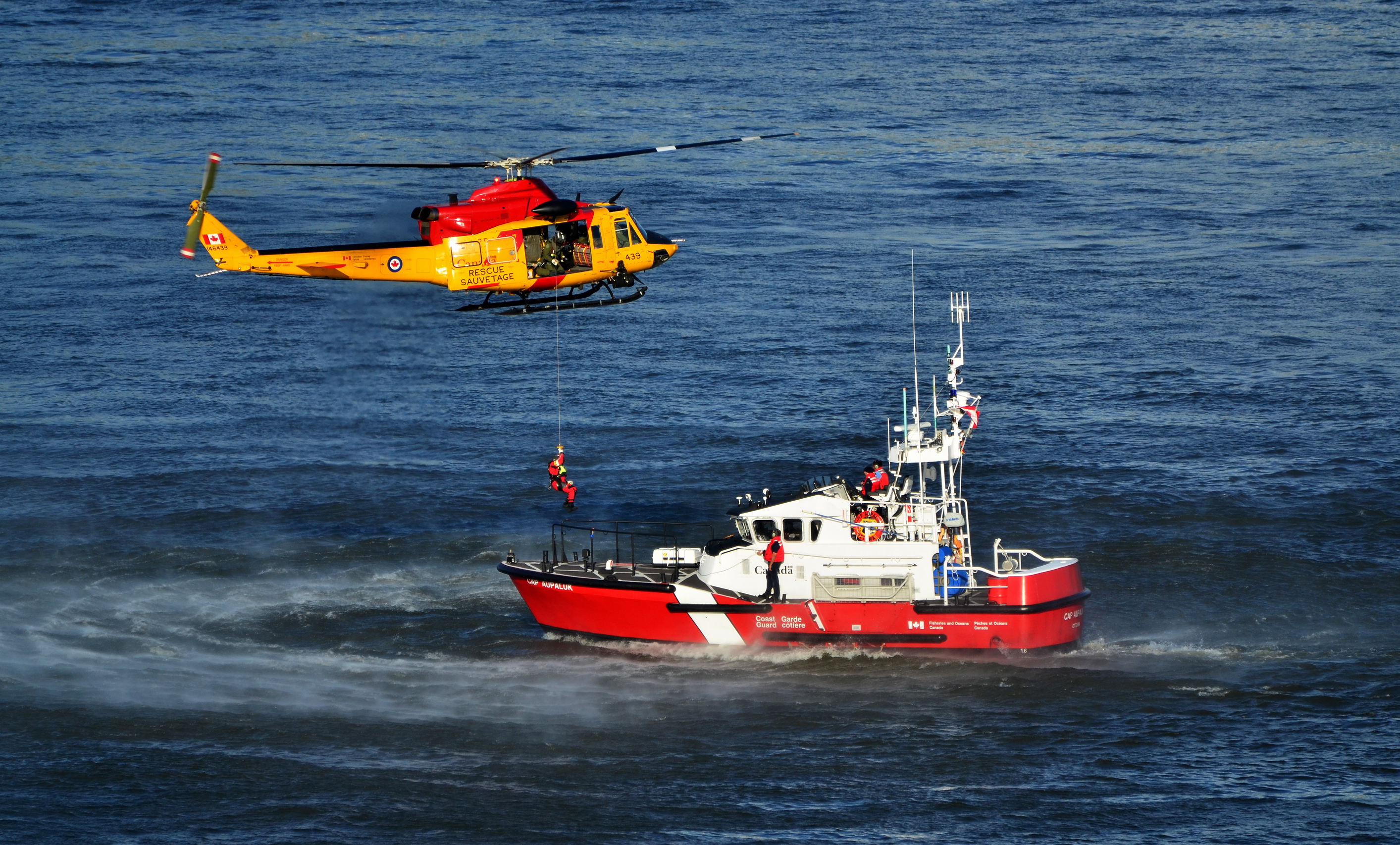
Patrullera canadiense Cap Aupaluk junto a un helicóptero en plena maniobra.

La Guardia Costera de Canadá es la agencia federal responsable de proporcionar investigación y rescate, ayudas a la navegación, una respuesta a la contaminación del mar, radio marina y prevenir la rotura de casquetes polares. A diferencia de otras guardias costeras, como la Guardia Costera de Estados Unidos, la CCG es una organización civil sin responsabilidades civiles ni ejecución de leyes. La Guardia Costera de Canadá tiene su sede en Ottawa (Ontario) y es una Agencia de Operación Especial dentro del Departamento de Pesca y Océanos.
La Marina Real Canadiense y la Policía Montada del Canadá también se encargan de la vigilancia de sus aguas territoriales así como de salvamento y búsqueda.

### Chile

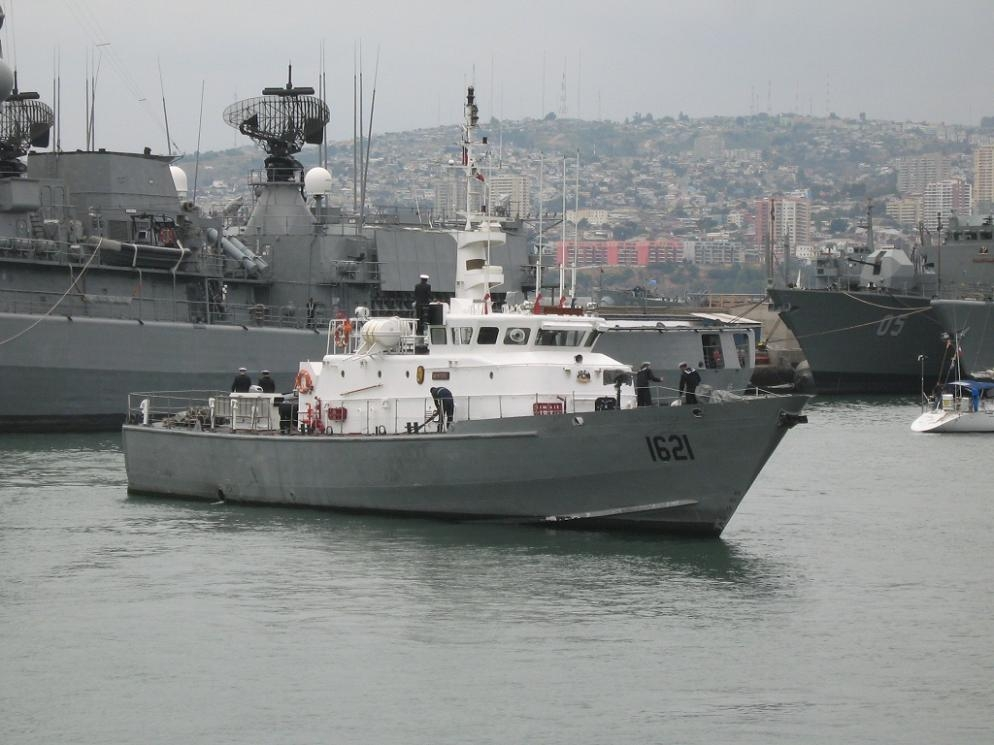

En Chile, La Dirección General del Territorio Marítimo y de Marina Mercante (DIRECTEMAR) de la Armada de Chile, es la Autoridad Marítima y cumple las funciones de Guarda Costa. El Director, Gobernadores Marítimos y Capitanes de Puerto. Los Cónsules, en los casos que la ley determine y los Alcaldes de Mar, según las atribuciones que le asignen, según el art. 2.º letra c) del D.L. N.º 2.222, Ley de Navegación. Con ellos, el Estado cautela el cumplimiento de las leyes y acuerdos internacionales vigentes en relación con el territorio marítimo chileno, para proteger la vida humana en el mar, el medio ambiente, los recursos naturales y regular las actividades que se desarrollan en el ámbito acuático de su jurisdicción, con el propósito de contribuir al desarrollo marítimo de Chile.

Su área jurisdiccional abarca una zona de responsabilidad de búsqueda y rescate (SAR) de 26.476.004,5 km² y una costa cercana a los 4.500 km. Dispone de una moderna flota de lanchas patrulleras y de rescate y 4 OPV Fassmer de 1.700 toneladas con disponibilidad de helicópteros embarcados.

### Colombia
En Colombia es el  Comando de Guardacostas, dependiente de la Armada nacional, el que tiene la función de seguridad marítima mediante la represión del delito en el mar, el control de la preservación del medio ambiente marino y las operaciones de búsqueda y rescate.

### Corea del Sur

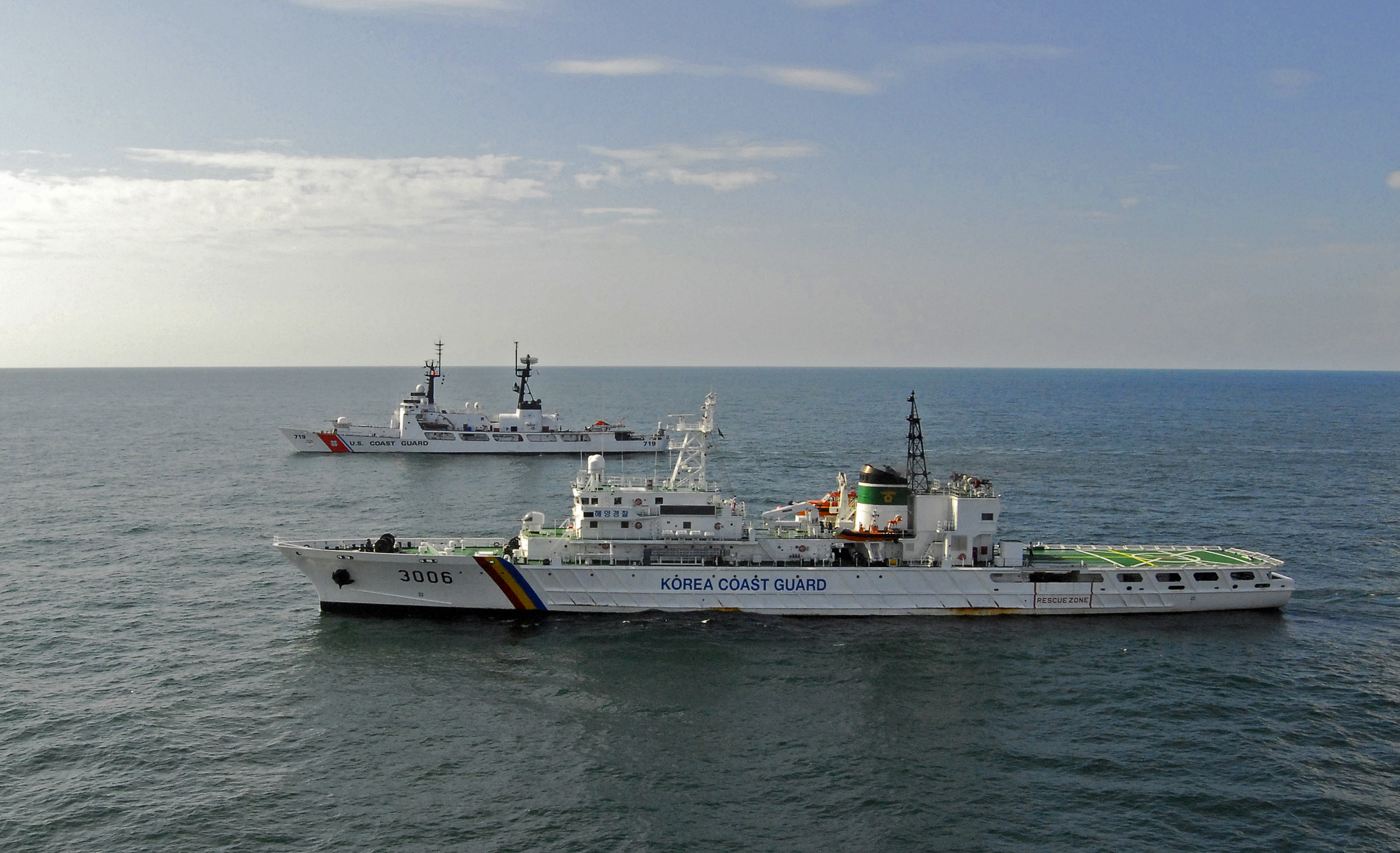
Patrullero coreano n.º 3006 navegando junto al patrullero "USCGC Boutwell" de la Guardia Costera de los Estados Unidos.

La Guardia Costera de Corea del Sur (En coreano: 해양경찰청; Hanja: 海洋警察廳) es responsable de la seguridad marítima y el control de las costas de Corea del Sur. Desde 2014 depende del Ministerio de Seguridad Pública. La KCG tiene su base en Songdodong, Incheon. Posee aproximadamente 292 barcos y 23 aeronaves y está formada por unas 10,095 personas.

### España

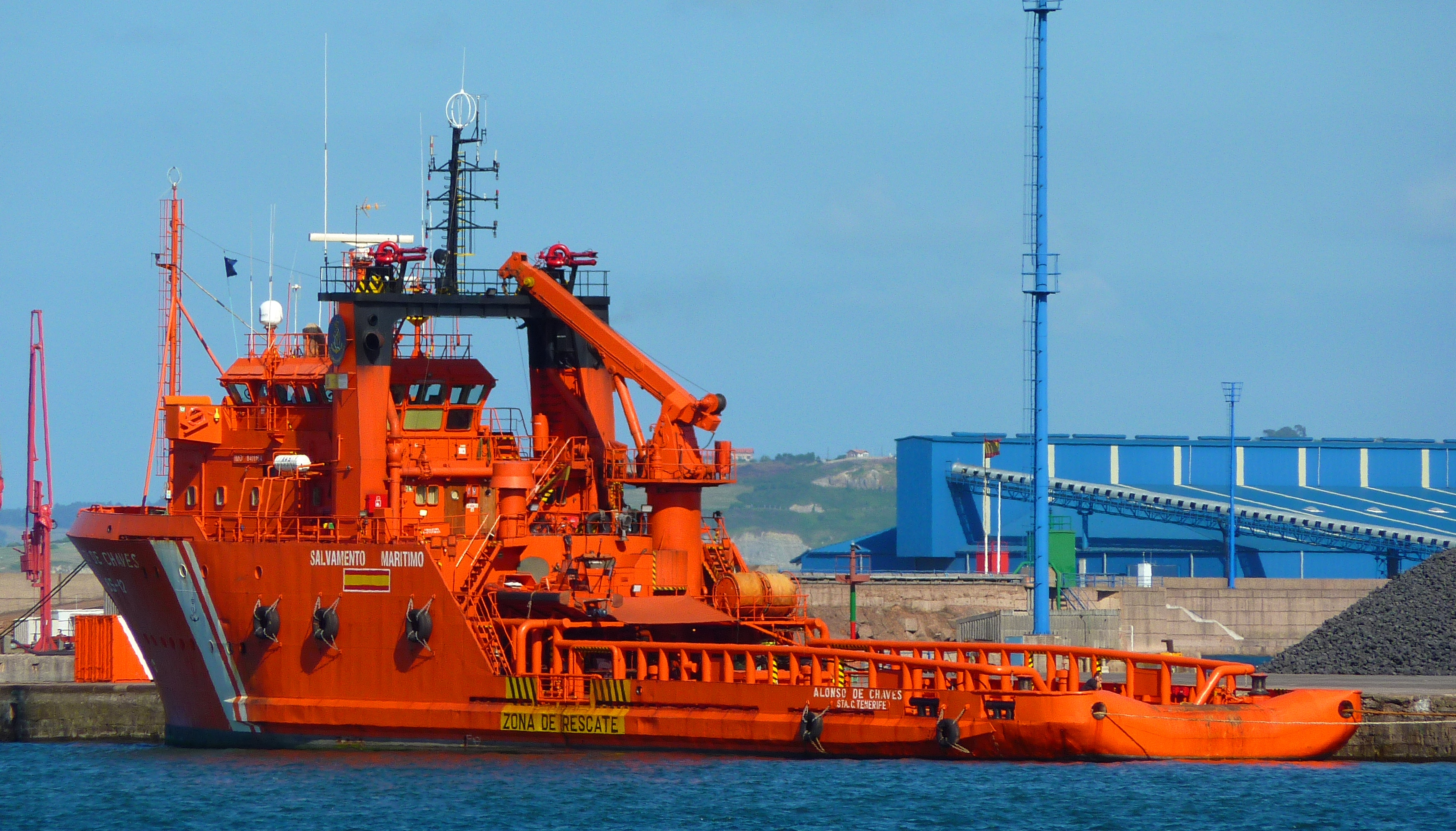
Remolcador de salvamento Alonso de Chaves del SASEMAR.

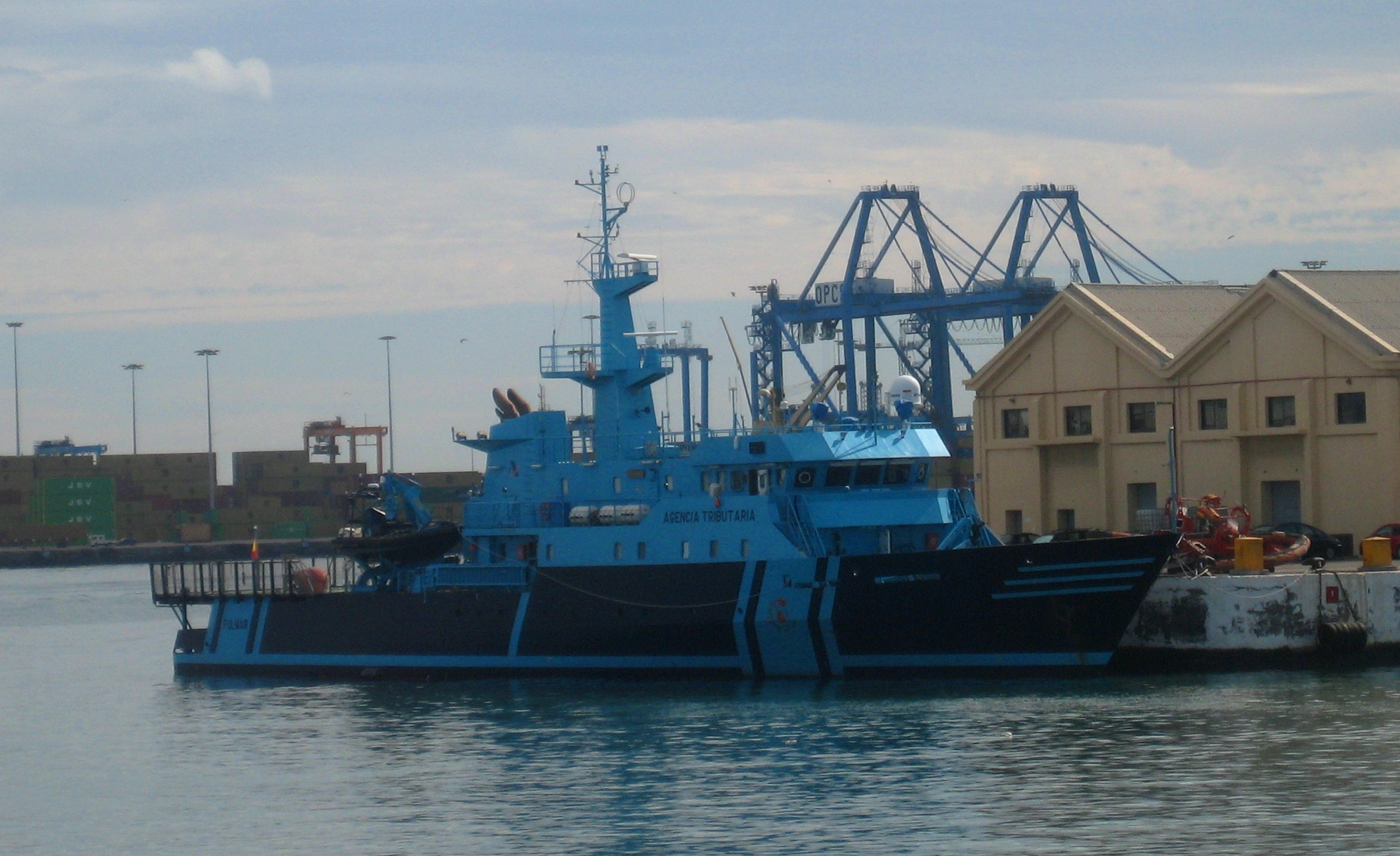
Buque de actuación oceánica Fulmar del Servicio de Vigilancia Aduanera.

Patrullero oceánico Río Segura del Servicio Marítimo de la Guardia Civil.

En España son varios órganos, incluyendo Seguridad y Sociedad de Salvamento Marítimo, el Servicio marítimo de la Guardia Civil, el Servicio de Vigilancia Aduanera y el reciente Servicio de Guardacostas de Galicia. 
- El Servicio Marítimo de la Guardia Civil (SEMAR) es responsable de realizar las tareas asignadas a la Guardia Civil en misiones marítimas, incluida la judicial, gubernamental, administrativo, fiscal y militar. El SEMAR incluye cerca de 1.100 agentes,  cuenta con más de 100 patrulleras (ligeras, medias, de altura y oceánicas), además de lanchas rápidas y otras embarcaciones menores. El Servicio Aéreo de la Guardia Civil (SAER), es la unidad que gestiona y opera los medios aéreos la Guardia Civil y que suele servir como apoyo aéreo para el resto de unidades del cuerpo, entre ellas al SEMAR.

Además, también existe el Servicio Aéreo de Rescate (SAR) que es responsable de las operaciones de búsqueda y salvamento marítimo en el Ejército del Aire español.
- El Servicio de Vigilancia Aduanera (SVA) es un servicio que se desarrolla el carácter de la actividad policial en la lucha contra el contrabando, el blanqueo de capitales y fraude fiscal. Depende orgánicamente del Departamento de Aduanas e Impuestos Especiales de la Agencia Tributaria de España. El componente marítimo de la SVA es la más importante del Estado español, con unos 2.000 agentes, e incluye 2 buques de operaciones especiales, 18 patrulleras, 21 buques de patrulla en alta mar de tamaño mediano, y alrededor de 50 pequeñas embarcaciones. El rendimiento de la SVA se ve realzado por su componente aéreo, que incluye seis aviones de patrulla marítima CASA C-212 Aviocar, tres helicópteros Bo 105, un Kawasaki BK 117 y tres Eurocopter AS 365 Dauphin. El SVA incluye unidades de operaciones especiales especializado en el tratamiento de naves sospechosas en el mar.

- La Sociedad de Salvamento y Seguridad Marítima (SASEMAR) o Salvamento Marítimo es una organización que tiene la responsabilidad del control del tráfico marítimo, la seguridad de la navegación y las operaciones de búsqueda y rescate, aunque no dispone de competencias de la autoridad policial. El SASEMAR es dependiente de la Dirección General de la Marina Mercante del Ministerio de Fomento de España, incluye 1500 empleados y opera 20 centros coordinadores de salvamento, cuatro buques polivalentes, 10 remolcadores, cuatro embarcaciones de intervención rápida, un buque de lucha contra la contaminación, unas 50 embarcaciones de salvamento, además de ocho helicópteros de rescate AgustaWestland AW139, dos Sikorsky S-61 (en proceso de baja), un Eurocopter EC225 Super Puma y tres aviones de patrulla marítima CASA CN-235.

- Además en 2004 se creó el Servicio de Guardacostas de Galicia (Servizo de Gardacostas de Galicia), cuya función es similar a la de SASEMAR, pero en aguas gallegas. Cuenta con unos 300 empleados y un total de 26 buques principales; un buque de remolcador, un buque de salvamento e inspección marítima, y 24 embarcaciones de patrullaje. Las unidades aéreas se componen por dos helicópteros Sikorsky S-76, más un tercer helicóptero Eurocopter Dauphin para cubrir las paradas de mantenimiento.

### Ecuador

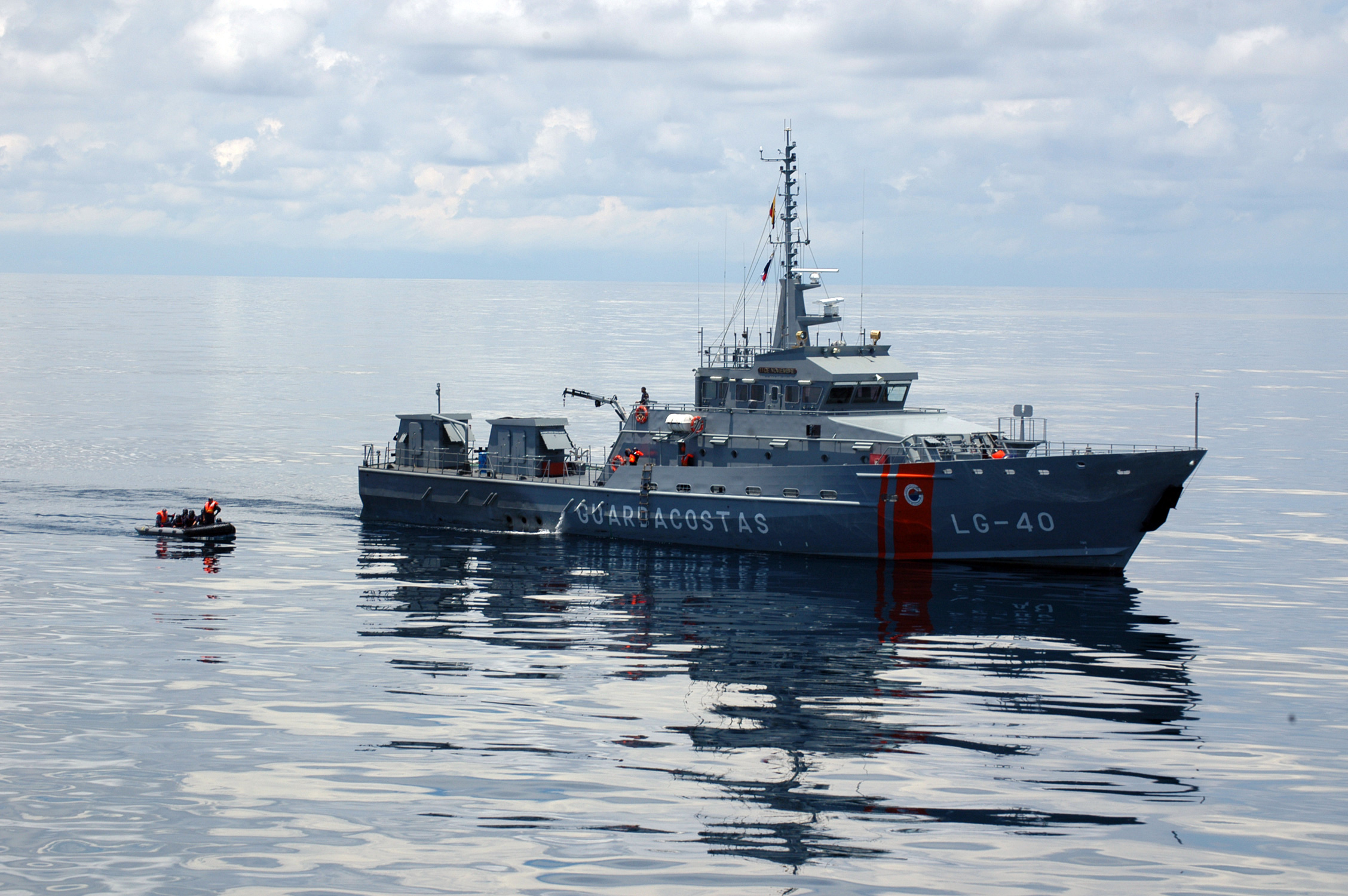
Guardacostas ´´Isla Española´´ en los ejercicios PANAMAX 2007

#### Comando de Guardacostas

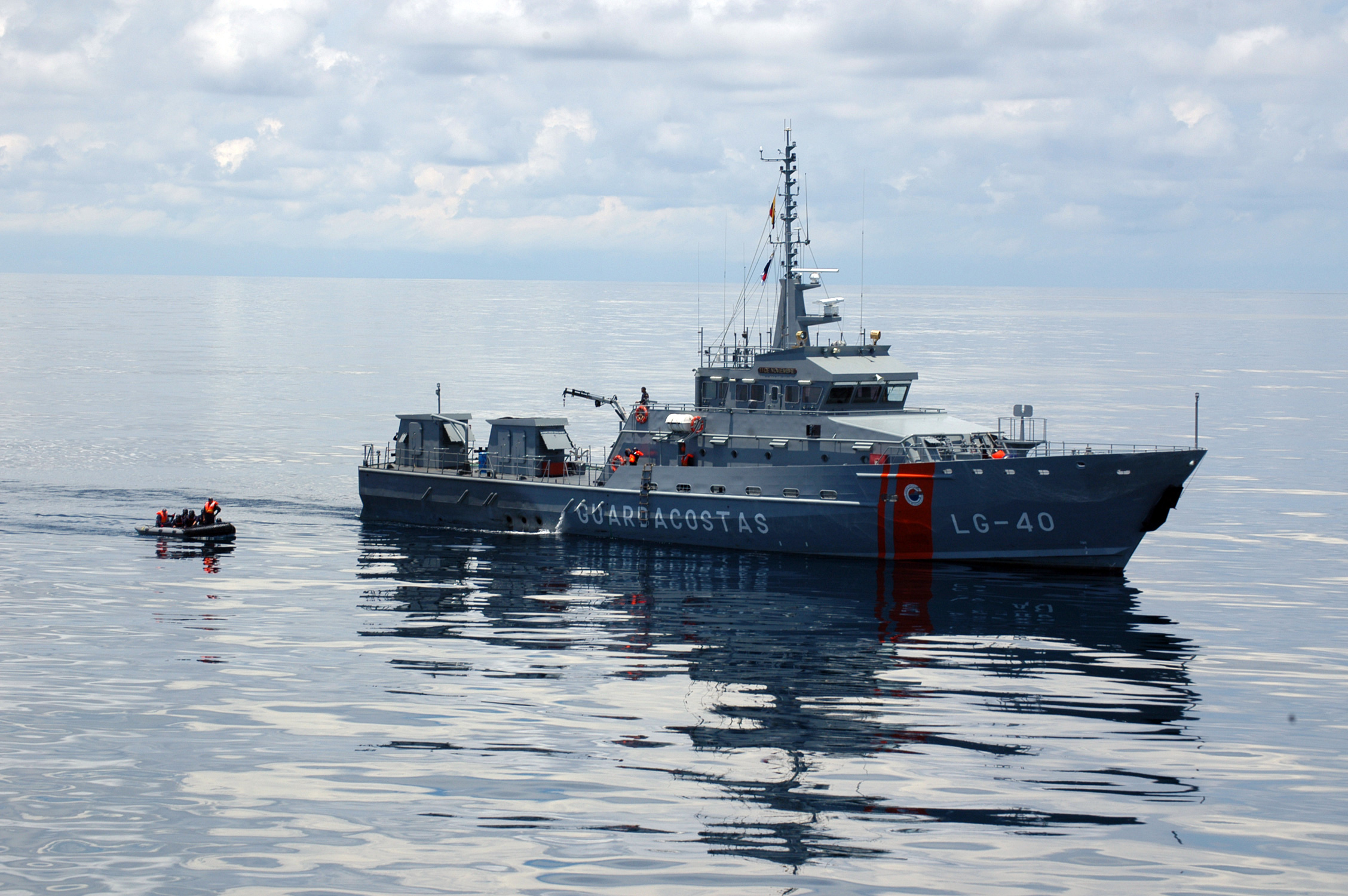
Guardacostas ´´Isla Española´´ en los ejercicios PANAMAX 2007

Se conformó el 25 de julio de 1980, con unidades asignadas a la autoridad marítima para realizar las siguientes tareas:
- Salvaguardar la vida humana en el mar

- Funcionar como Centro Coordinador de Búsqueda y Salvamento Marítimo Nacional

- Controlar el tráfico marítimo, para precautelar la soberanía en las áreas de control de pesca, contrabando y otras actividades ilícitas, contribuyendo a minimizar con su acción la pérdida de vidas humanas, daños personales y a la propiedad en aguas jurisdiccionales.

- Precautelar la seguridad para buques, puertos, vías marítimas y facilidades inherentes a estos.

- Mantener y mejorar la calidad del ambiente marino y contribuir a la reducción de daños en caso de contaminación.

- Resguardar la moral y el orden en buques, puertos, muelles y playas.

- En caso de conflicto, pasar a formar la fuerza de defensa de costas, juntamente con la reserva movilizada y la Infantería de Marina, encargadas de la defensa de costas, en coordinación con la Fuerza Terrestre y con el apoyo de la Fuerza Aérea

### Estados Unidos

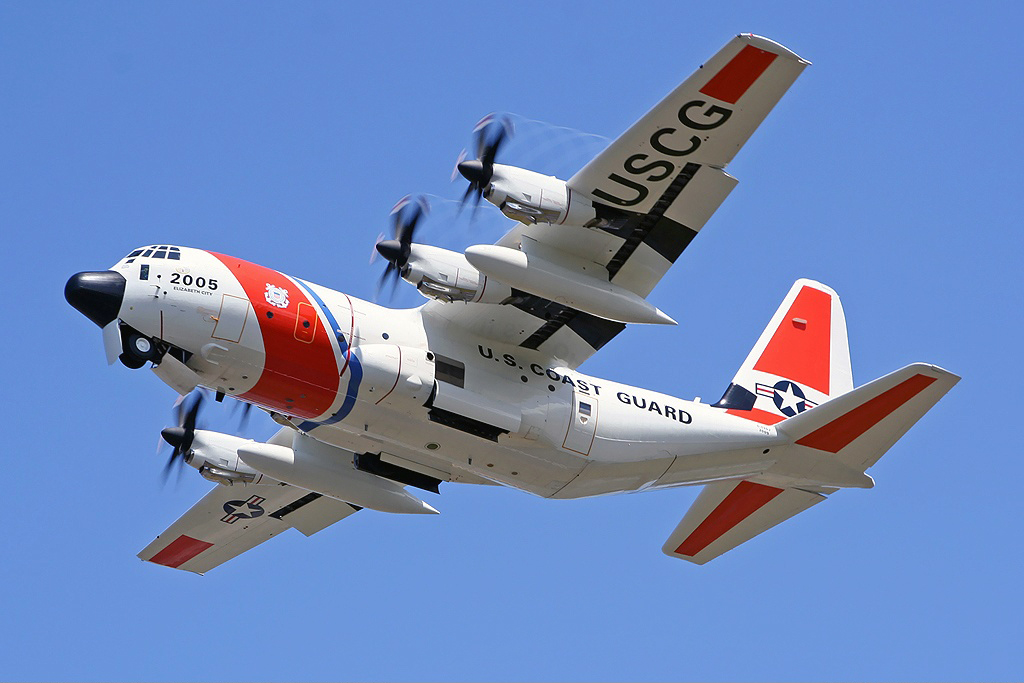
Avión de busca y salvamento marítimo HC-130 Hércules de la Guarda Costera de los Estados Unidos.

Los guardacostas de Estados Unidos (USCG, U.S. Coast Guard) es a la vez una fuerza policial y militar. Es uno de los siete componentes de los servicios uniformados de los EE. UU. y una de las cinco ramas de las Fuerzas Armadas de los Estados Unidos. Sus funciones incluyen la aplicación de las leyes federales, la defensa costera y búsqueda y salvamento marítimos. En tiempos de paz, la USCG trabaja en función del Departamento de Seguridad Nacional Estados Unidos. En tiempo de guerra, la USCG puede - bajó órdenes de Presidente de los EE. UU. - informar al secretario de Marina de los EE. UU.. Sin embargo, sus recursos se integran permanentemente en las operaciones militares de Estados Unidos durante la guerra. La USCG mantiene una amplia flota de barcos de patrulla costera y oceánica llamados “cúteres” por tradición, así como embarcaciones más pequeñas. También incluye una extensa división de aviación formado por HH-65 Dolphin y helicópteros HH-60 Jayhawk y aviones de alas fijas Hércules HC-130, HU-25 Guardian y HC-144 Ocean Sentry. Los helicópteros USCG están equipados con cabrestantes para el rescate de los náufragos y también juegan un papel importante en la aplicación de la ley. Se puede despegar y aterrizar en los cúteres de la USCG, lo que los convierte en una herramienta indispensable en la lucha contra el narcotráfico y la inmigración ilegal. Las aeronaves de alas fijas se utilizan para el patrullaje y las operaciones de rescate en largas distancias. Todos los buques y aeronaves USCG están generalmente pintadas de blanco y llevan la famosa “franja de Racing”, una diagonal azul, blanca y roja. Los buques y aeronaves para su uso en aguas heladas están pintados de rojo.

### Grecia

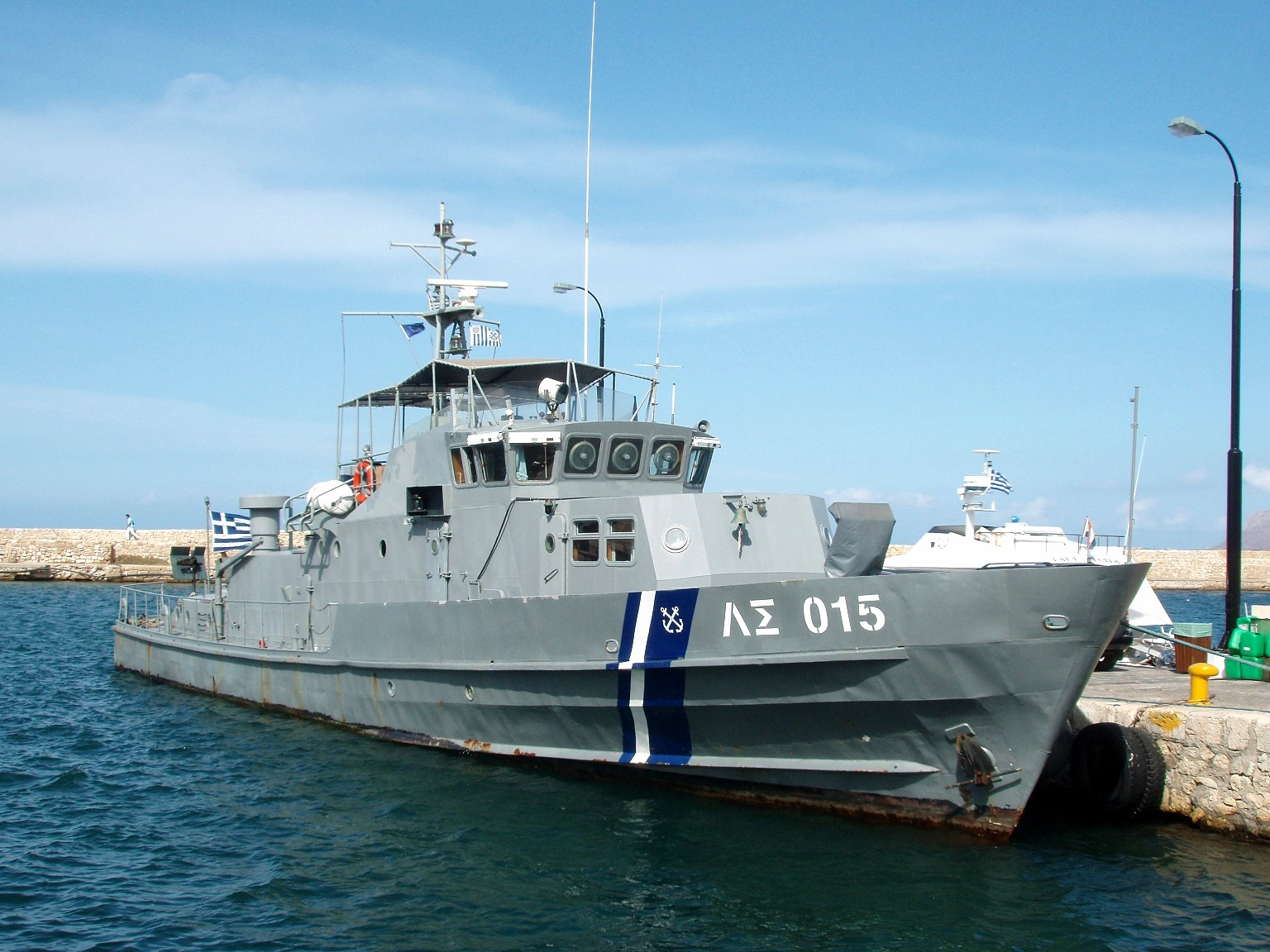
Patrullera griega ΛΣ-015 en el puerto de Creta.

La Guardia Costera de Grecia (en griego: Λιμενικό Σώμα-Ελληνική Ακτοφυλακή) es la Guardia Costera nacional de Grecia. Es una organización paramilitar, que a pesar de que en tiempos de guerra puede prestar apoyo a la Armada Griega, es de carácter civil. Fue creada en 1919. Posee unos 7.000 efectivos además de barcos, aviones y helicópteros.

### India

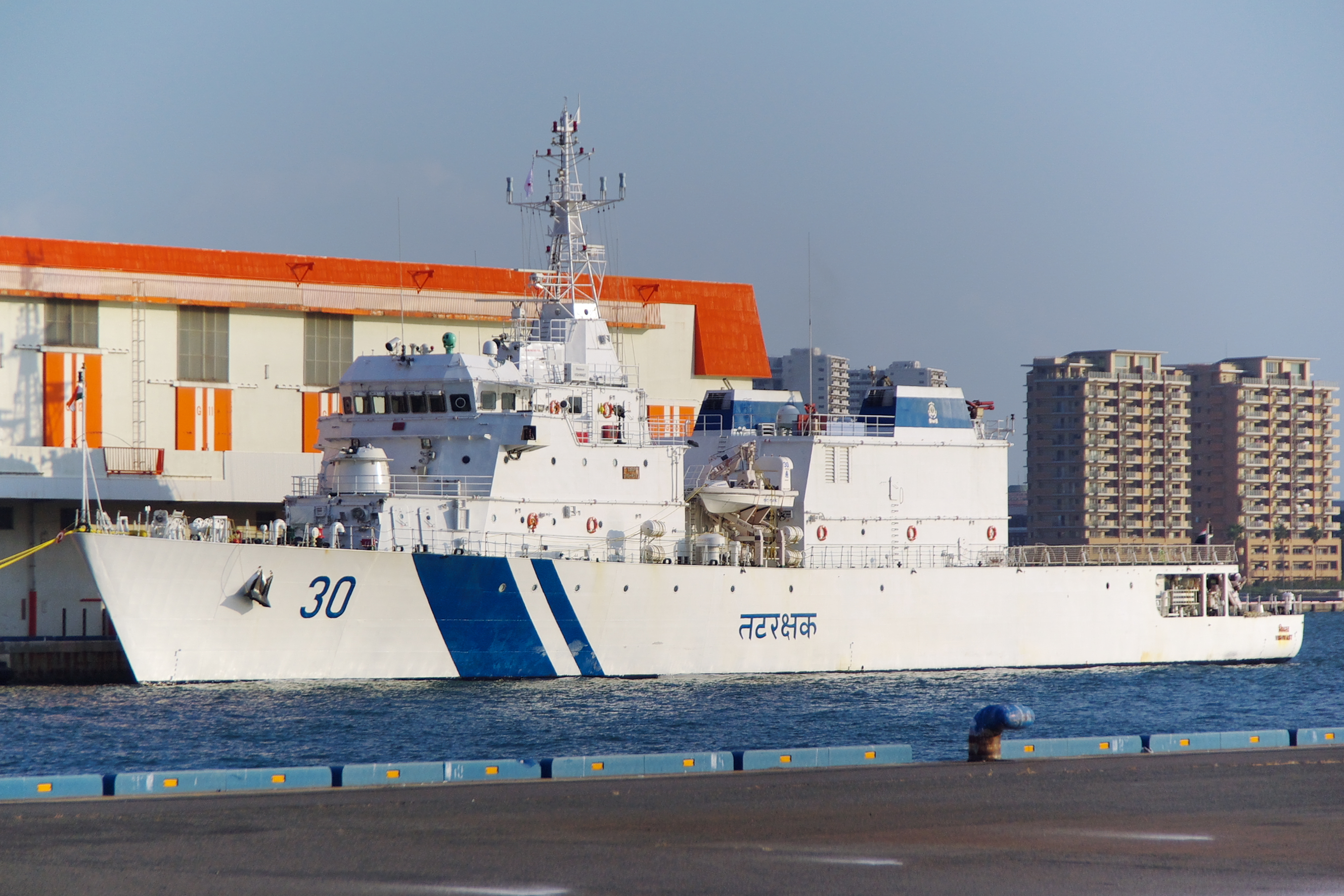
Patrullero indio Vishwast.

La Guardia Costera de la India es la encargada de proteger y asegurar los intereses del país y vigilar su zona marítima. Se creó en 1978, como un cuerpo independiente de sus Fuerzas armadas, aunque depende del Ministerio de Defensa. Posee 60 aeronaves y 134 patrulleras.

### Irlanda
La Guardia Costera de Irlanda (Garda Cósta na hÉireann) es la encargada de proteger y vigilar las aguas de Irlanda además de preservar sus zonas marinas.

### Islandia

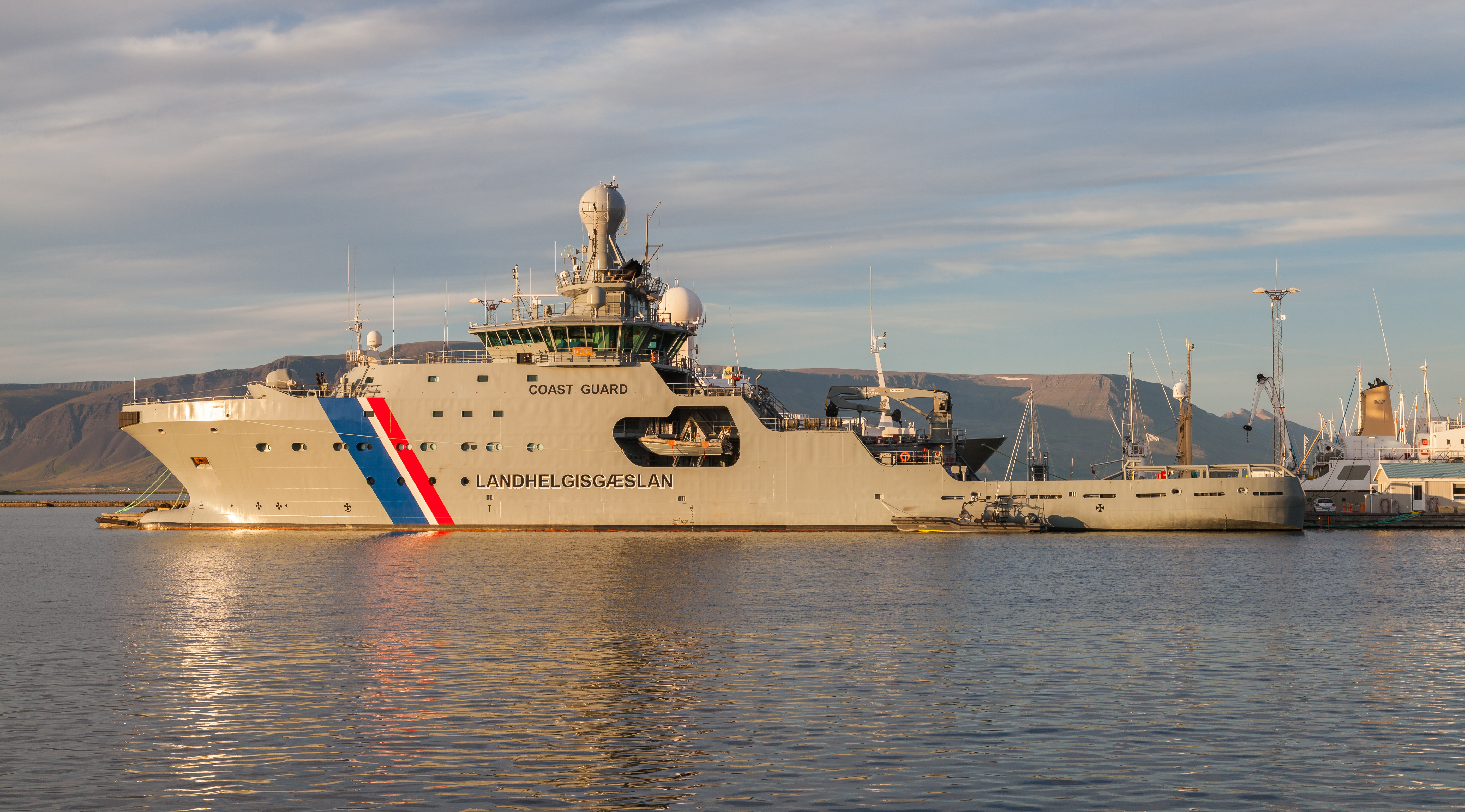
La patrullera ICGV Þór islandesa.

La Guardia Costera de Islandia es la encargada de proteger las costas y aguas territoriales del país así como de contribuir en operaciones expedicionarias. Cuenta con 3 patrulleras, 1 avión, 3 helicópteros, 2 patrulleras de superficie y 200 hombres.

### Italia

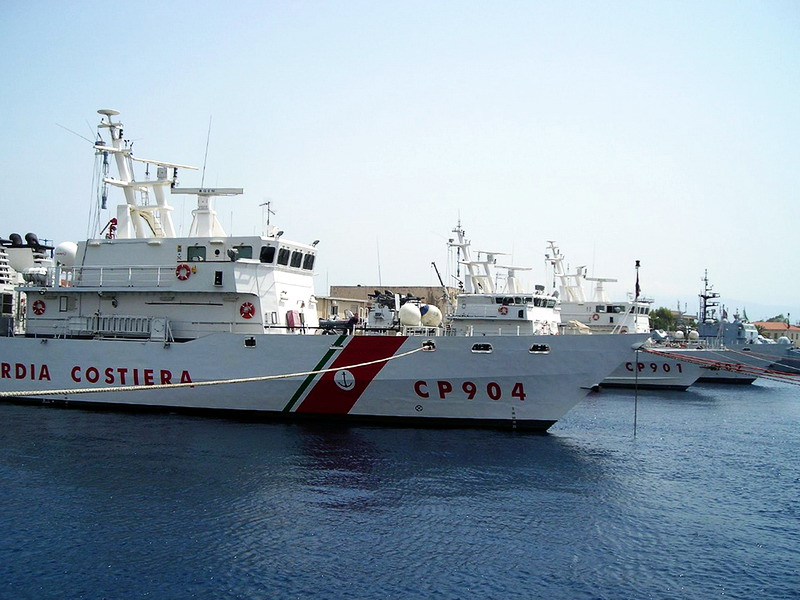
Navío patrulla Diciotti de la Guardia Costera Italiana.

El Cuerpo de las Capitanías de Puerto - Guardia Costera (Cuerpo delle capitaneria di Porto - Guardia Costiera) es un componente de la marina italiana que opera bajo el Ministerio de Infraestructuras y Transportes de Italia. Es responsable de la supervisión de las regulaciones de seguridad y navegación, así como por operaciones de búsqueda y rescate en el mar.
Además la Guardia di Finanza es una fuerza especial de policía y tiene una gran flota aérea y naval para el control de las fronteras italianas y contra el narcotráfico y el contrabando; está bajo del Ministerio de Economía.

### Japón

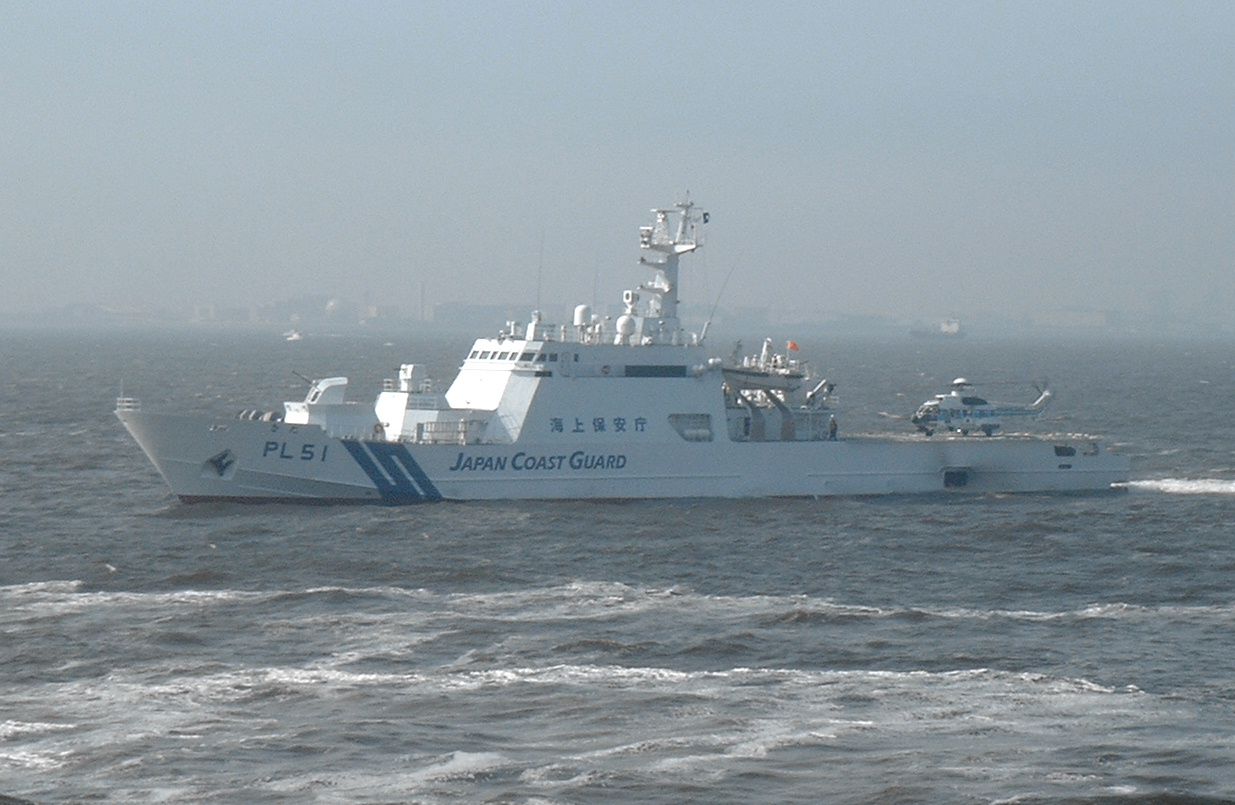
Patrullera PL51 de la GC de Japón.

La Guardia Costera de Japón, (anteriormente llamada Agencia de Seguridad Marítima) consta de alrededor de 12000 miembros y es administrada por el Ministerio de Tierra, Infraestructura, Transporte y Turismo de Japón. Responsable de la vigilancia y protección de las fronteras marítimas de Japón, fue fundada en 1948.
La GCJ opera 455 embarcaciones: 121 buques de patrullaje, 234 botes de patrullaje, 63 embarcaciones de rescate, 13 embarcaciones de reconocimiento hidrográfico, 1 barco de ayuda a la navegación, 2 buques balizadores, 18 embarcaciones auxiliares y 3 botes de entrenamiento. Además cuenta con 73 aeronaves; 27 de ala fija y 46 helicópteros.

### México
La Búsqueda y Rescate Marítimos es una unidad de la Armada de México. Su misión principal es las operaciones de búsqueda y salvamento dentro de los 80 kilómetros de la línea costera mexicana.

### Noruega
La Guardia Costera (en Noruego: Kystvakt) es una unidad de la Armada Real de Noruega. Su misión principal es la práctica de la soberanía en las vastas aguas territoriales de Noruega. La Guardia Costera realiza servicios de la búsqueda y rescates, la supervisión de la pesca, la vigilancia del medio ambiente, control aduanero y control de llamadas.

### Perú

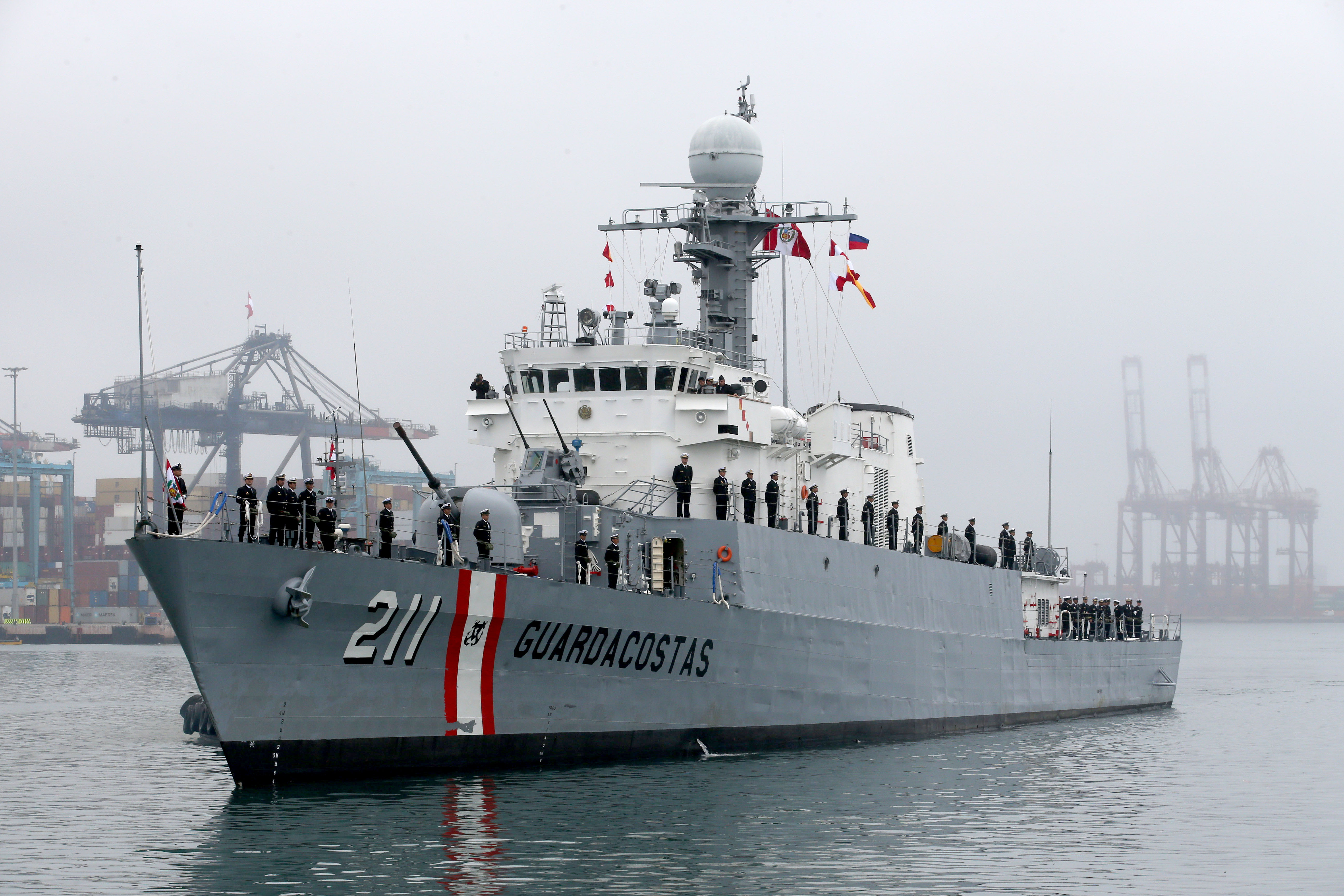
Patrullera Marítima BAP Ferré (PM-211) de la Guardia Costera del Perú.

En el Perú la Autoridad Marítima y Guarda Costera lo constituye la Dirección General de Capitanías y Guardacostas, entidad adscrita a la Marina de Guerra del Perú. Tiene como misión desarrollar la labor de control y la vigilancia en los medios marítimo, fluvial y lacustre, así como las tareas de búsqueda y rescate. De acuerdo a ley está facultada para ejercer la policía marítima, fluvial y lacustre con el fin de aplicar y hacer cumplir la normativa nacional e instrumentos internacionales de los que el Perú es parte, para velar por la protección y seguridad de la vida humana en el medio acuático, la protección del medio ambiente acuático y sus recursos, así como reprimir las actividades ilícitas en el ámbito de su jurisdicción.

### Reino Unido
En el Reino Unido son los Guardacostas de Su Majestad (en inglés: Her Majesty's Coastguard) los que se ocupan de la búsqueda y rescates en el mar además de la vigilancia fronteriza. Es una sección de la Maritime and Coastguard Agency, responsable de la iniciación y coordinación de todos los marinos civiles de Investigación y Rescate dentro de la Región Marítima de Investigación y Rescate del Reino Unido.

### Rusia

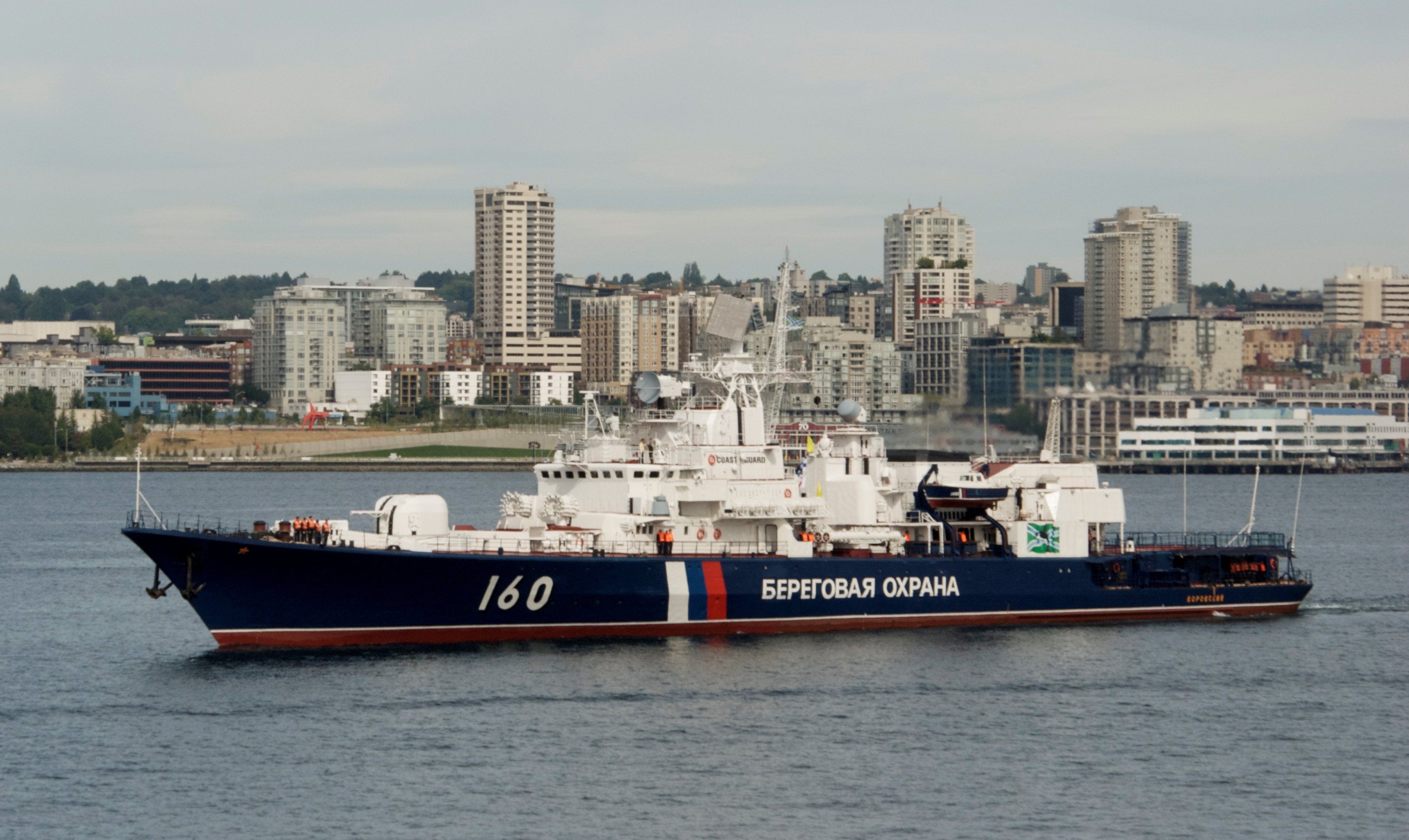
El barco de guardia Vorovski de la Guardia costera de Rusia.

La Guardia costera (en ruso: Береговая охрана) de Rusia forma parte del Servicio fronterizo del Servicio Federal de Seguridad de la Federación de Rusia.

### Suecia

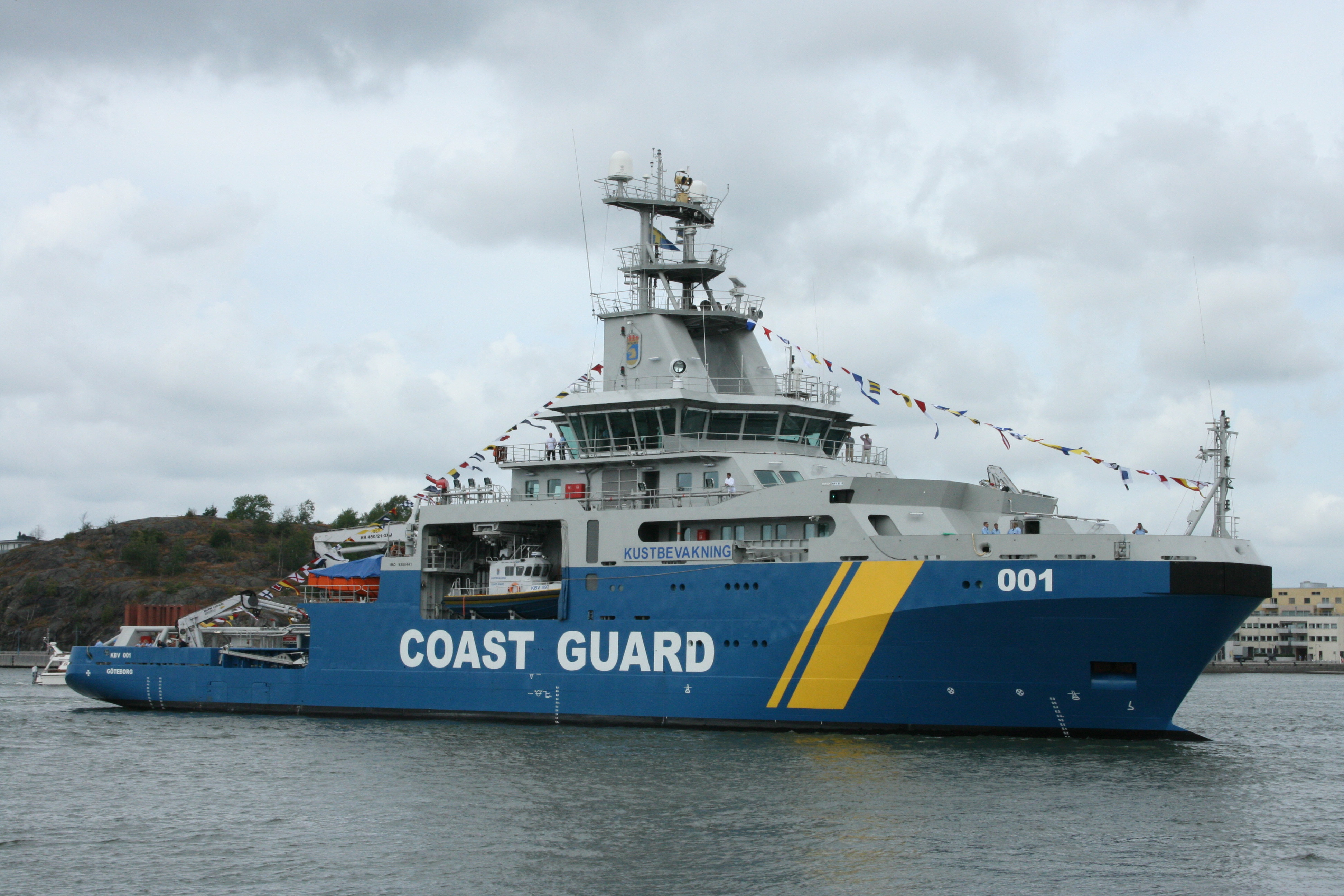
Navío polivalente Poseidon (KBV 001) de la Guarda Costera da Suecia.

La Guardia Costera (Kustbevakningen) de Suecia es una autoridad civil que opera bajo el Departamento de Defensa del Gobierno de Suecia. Su trabajo es llevar a cabo la vigilancia marítima y la inspección y el control tarefesas otros, la limpieza de los derrames de petróleo en el mar, la coordinación de las necesidades de los civiles en términos de información y vigilancia marítima, supervisar y participar en los esfuerzos internacionales para establecer controles en las fronteras, la autoridad marítima, protección del medio ambiente y otras tareas marítimas. El Servicio de Guardacostas de Suecia cuenta con un número de naval y aéreo, que incluye 22 buques de vigilancia, 12 embarcaciones de protección del medio ambiente, dos buques multipropósito, aerodeslizadores cinco, alrededor de 100 buques más pequeños y tres aviones de vigilancia marítima Bombardier Dash 8.

### Uruguay
En Uruguay, la función se lleva a cabo por la Guardia Costera de la PRENA, (Prefectura Nacional Naval), que es uno de los cinco principales comandos de la Armada Nacional de Uruguay. Es responsable de patrullar las costas de la policía del país, para llevar a cabo operaciones de búsqueda y rescate y la protección del medio ambiente marino.

### Panamá
El Servicio Nacional Aeronaval de Panamá, también llamado SENAN(acrónimo del Servicio Nacional Aeronaval), es una rama de la Fuerza Pública de la República de Panamá responsable de llevar a cabo operaciones aéreas y navales. Su función principal es la de "Realizar la protección, la vigilancia, la seguridad y la defensa aérea y las zonas marítimas jurisdiccionales de la República de Panamá".

## Lista de Referencias
1. ↑   Archivado el 3 de julio de 2009 en Wayback Machine.
2. ↑  http://www.semar.gob.mx/s/armada-mexico/ensar.html
3. ↑  Navy Página Web de la Armada Real de Noruega (Inglés)